# Harland and Wolff

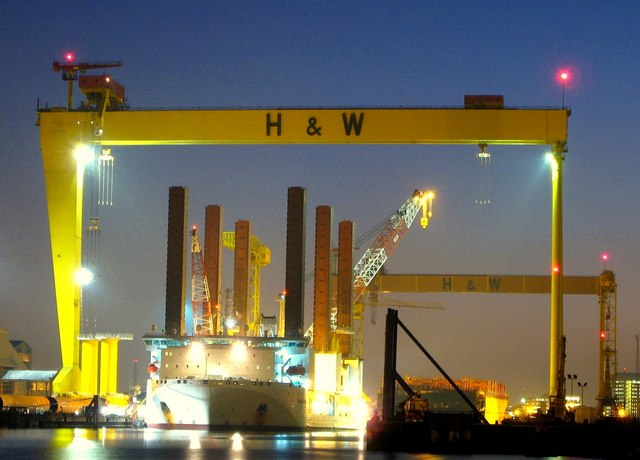
Stocznia Harland and Wolff w Belfaście

Harland and Wolff Heavy Industries – stocznia w Belfaście, w Irlandii Północnej (Wielka Brytania). Założona została w 1861 roku przez Edwarda Harlanda i Gustava Wilhelma Wolffa.

## Opis
Stocznia znana jest z podpisanego na przełomie XIX i XX wieku kontraktu z brytyjską linią żeglugową White Star Line. Dla White Star zbudowano w tej stoczni ponad 70 jednostek. Zwodowano tam m.in. największy wówczas na świecie statek – RMS Titanic (zaczęto budowę w 1908 r.) oraz HMHS Britannic (zaczęto budowę w 1909 roku, zwodowano w 1914) i RMS Olympic (zaczęto budowę w 1907 r., zwodowano w 1910 r.).
W październiku 1907 zwodowano dziobową część wykorzystaną przy odbudowie osiadłego na skałach SS Suevic. Po przeholowaniu wodoszczelnego dziobu do Southampton montaż nastąpił w stoczni J.I.Thorneycroft & Co.